# 阿莫霍斯托斯運動場
阿莫霍斯托斯運動場（希臘語：Γήπεδο 'Αμμόχωστος'）是一座位於塞浦路斯拉納卡的多用途運動場，現主要用作足球比賽，並是來自被佔法马古斯塔的球會萨拉米斯的主場。

## 名稱
阿莫霍斯托斯運動場命名於位於塞浦路斯北部，現被北塞浦路斯土耳其共和国所佔的城市法马古斯塔（希腊语名译名为阿莫霍斯托斯）。

## 歷史
萨拉米斯的原主場是位於法马古斯塔的GSE運動場，但由於土耳其於1974年起佔領該城市，因此萨拉米斯被迫搬遷到拉納卡，並於1989年12月開始在拉納卡興建新的主場。
1991年10月12日，萨拉米斯首次於運動場出賽，球隊以4–1擊敗Evagoras Paphos。
運動場於1992年5月17日舉行了1992年U16歐洲國家盃決賽，德國以2–1擊敗西班牙奪冠

## 圖集

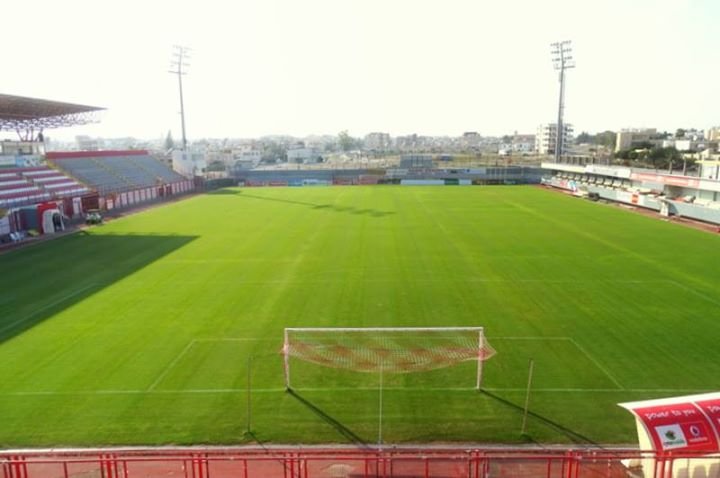
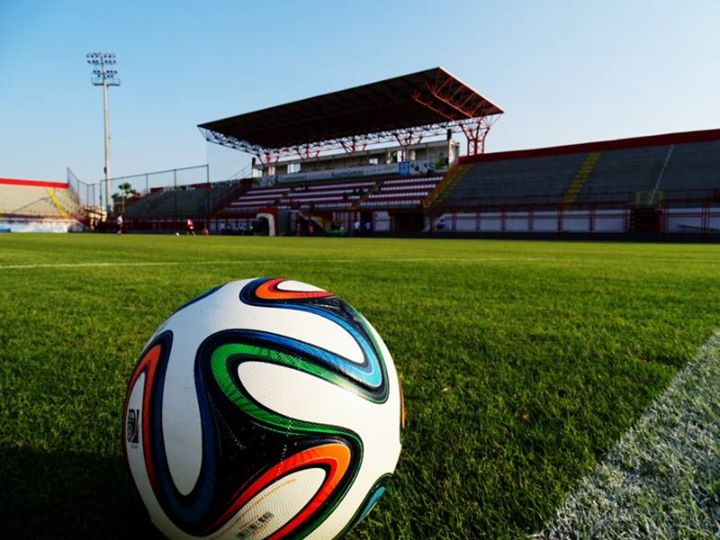
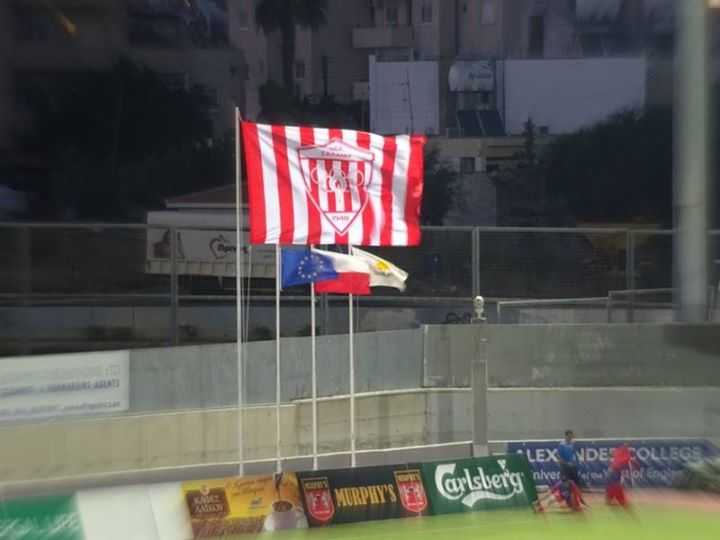
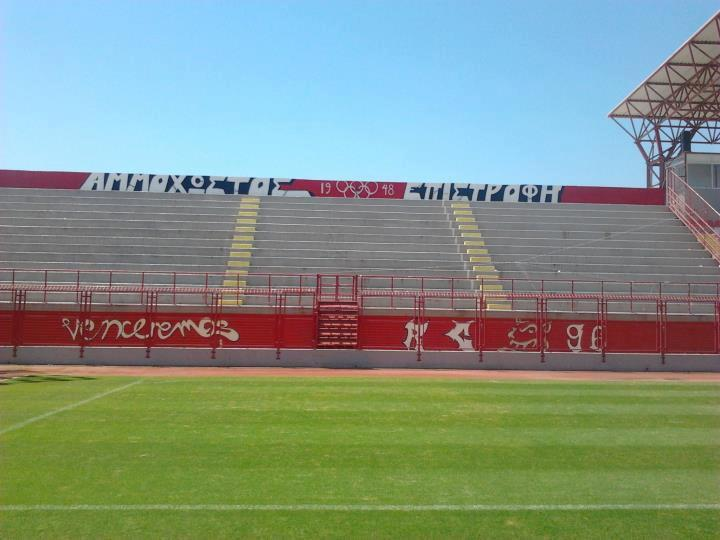
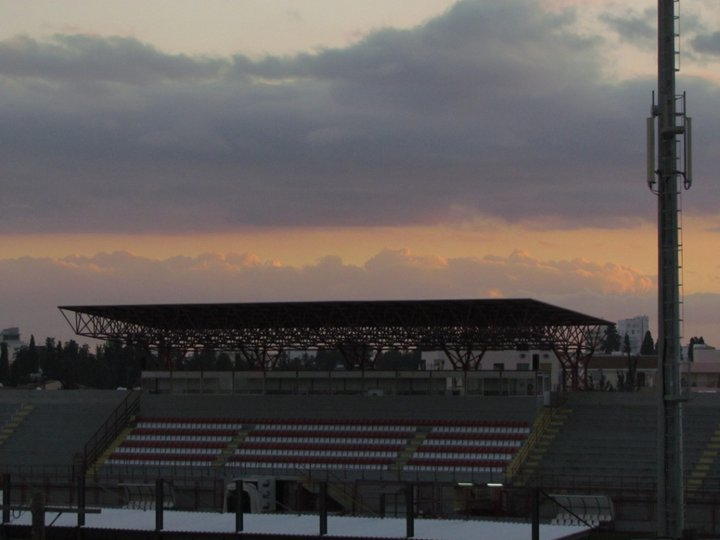
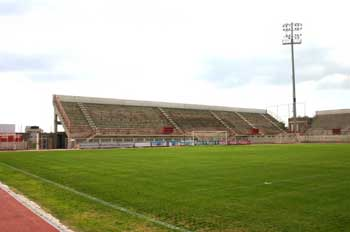
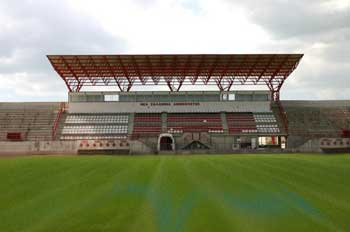
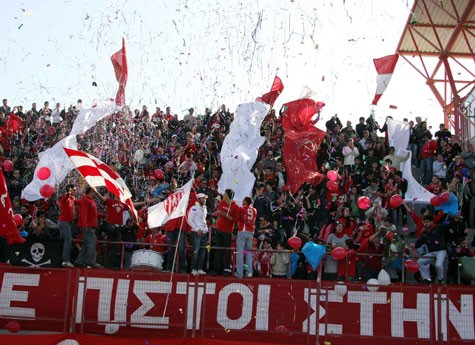
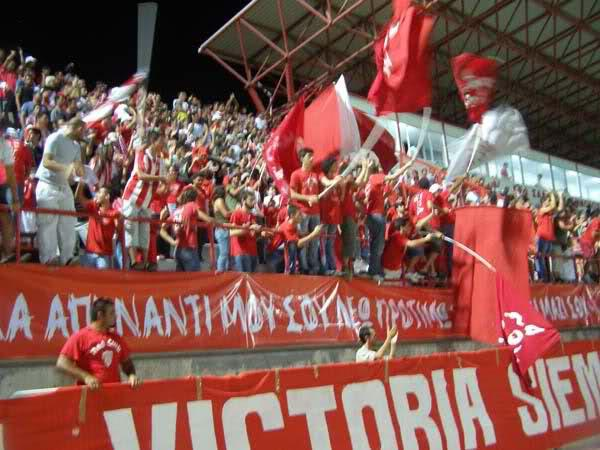
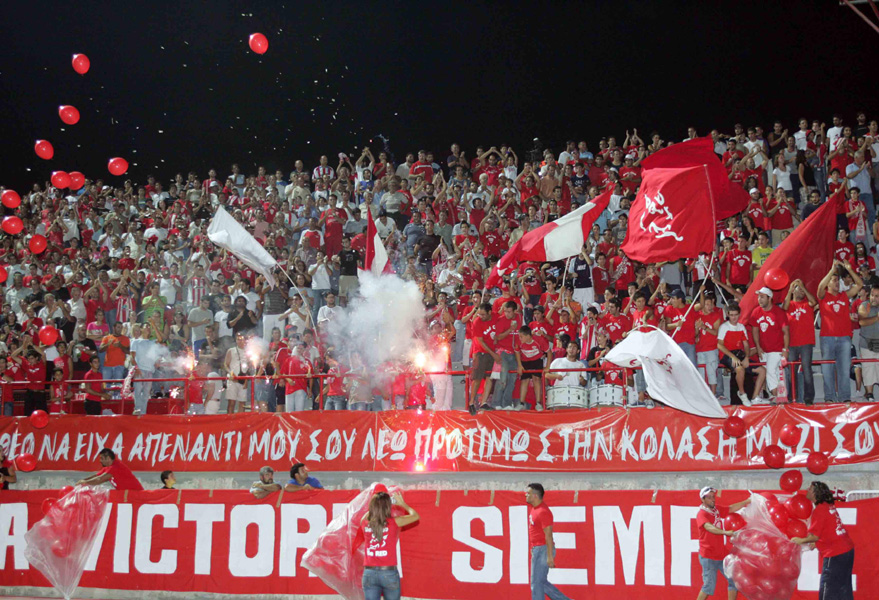

## 外部連結
- Official web site of the club （希臘語）